# Princess Daisy (romanzo)
Princess Daisy è un romanzo rosa del 1980, scritto da Judith Krantz. È conosciuto come uno dei romanzi fondatori del genere bonkbuster.

## Trama
Il romanzo racconta la storia della principessa Daisy Valenskij, figlia del principe russo in esilio Aleksander "Stash" Valenskij e dell'attrice italo-americana Francesca Vernon.    
Marguerite, detta "Daisy", nasce da un parto gemellare difficoltoso, e, se lei viene al mondo sana, sua sorella, Danielle, detta "Dani", subisce invece gravi danni cerebrali dovuti alla mancanza di ossigeno. Incapace di accettare la cosa, Stash approfitta della depressione post-partum della moglie per portare a casa la sola Daisy e abbandonare Dani in un istituto, e successivamente mente a Francesca dicendole che Dani è morta al parto. Quando la donna, dopo alcuni mesi, scopre la verità, lascia il marito e fugge con entrambe le figlie in California, morendo però un incidente d'auto quando le gemelle hanno cinque anni. 
A quel punto, Daisy va a vivere a Londra col padre e la sua nuova compagna, Anabel de Fourment, a cui si affeziona come a una madre, e occasionalmente si unisce a loro Ram, figlio del primo matrimonio di Stash. Dani viene invece nuovamente internata dal padre in completa segretezza, tanto che neppure Ram è a conoscenza della sua esistenza. Quando Daisy ha quindici anni rimane orfana anche di padre, morto in un incidente aereo, e Ram, approfittando del suo stato di debolezza, la violenta più volte, costringendo Anabel a mandare Daisy, che non vuole denunciarlo, a studiare in America insieme all'amica Kiki Kavanaugh per tenerla al sicuro. Per vendetta Ram, responsabile della gestione del patrimonio della sorellastra, ne provoca il tracollo finanziario per costringerla a tornare da lui. 
Daisy rifiuta e sceglie piuttosto di lasciare gli studi, trovando un piccolo lavoro come assistente alla produzione in un'agenzia pubblicitaria di New York che, unito a una seconda attività da ritrattista per i figli dell'élite americana e alla vendita dei preziosi gioielli materni, le garantisce quel tanto che basta per sopravvivere e nel contempo mantenere Dani. Ma quando anche Anabel si ammala, di leucemia, e si ritrova impossibilitata a pagarsi le cure, Daisy è costretta, per la prima volta, a prendere in considerazione l'idea di sfruttare la sua bellezza e il suo titolo per denaro, accettando di diventare il volto di una prestigiosa marca di cosmetici, e finendo per innamorarsi dell'ideatore della campagna, Patrick Shannon.  

## Pubblicazione
Pubblicato nel 1980, Princess Daisy è il secondo romanzo di Judith Krantz, dopo lo straordinario successo del debutto, Scrupoli, l'anno precedente. 
Il libro è noto per essere stato venduto per un anticipo di 5 milioni di dollari, mentre i diritti per l'edizione tascabile valsero all'autrice ulteriori 3,2 milioni, entrambe cifre record per l'epoca. 

## Accoglienza
Il libro debuttò al primo posto nella lista dei bestseller del New York Times prima ancora di essere pubblicato, e le vendite furono ulteriormente sostenute dopo la pubblicazione di una feroce recensione di Clive James, pubblicata sul London Review.

## Edizioni italiane
- Princess Daisy, Mondadori, 1980, ISBN 978-8804182542.

## Adattamenti
Nel 1983, dal romanzo venne tratta una miniserie TV, La principessa Daisy. 